# Streptocephalus woottoni
Streptocephalus woottoni é uma espécie de crustáceo da família Streptocephalidae. 
Pode ser encontrada nos seguintes países: México e Estados Unidos da América. 